# Grand Prix Węgier 2011
Grand Prix Węgier 2011 – jedenasta runda Mistrzostw Świata Formuły 1 w sezonie 2011.

## Lista startowa
Na niebieskim tle kierowcy biorący udział jedynie w piątkowych treningach
| Nr | Kierowca           | Zespół                       | Samochód            | Silnik               | Opony |
| -- | ------------------ | ---------------------------- | ------------------- | -------------------- | ----- |
| 1  | Sebastian Vettel   | Red Bull Racing              | Red Bull RB7        | Renault RS27-2011    | P     |
| 2  | Mark Webber        | Red Bull Racing              | Red Bull RB7        | Renault RS27-2011    | P     |
| 3  | Lewis Hamilton     | Vodafone McLaren Mercedes    | McLaren MP4-26      | Mercedes-Benz FO108Y | P     |
| 4  | Jenson Button      | Vodafone McLaren Mercedes    | McLaren MP4-26      | Mercedes-Benz FO108Y | P     |
| 5  | Fernando Alonso    | Scuderia Ferrari             | Ferrari 150° Italia | Ferrari 056          | P     |
| 6  | Felipe Massa       | Scuderia Ferrari             | Ferrari 150° Italia | Ferrari 056          | P     |
| 7  | Michael Schumacher | Mercedes GP Petronas F1 Team | Mercedes MGP W02    | Mercedes-Benz FO108Y | P     |
| 8  | Nico Rosberg       | Mercedes GP Petronas F1 Team | Mercedes MGP W02    | Mercedes-Benz FO108Y | P     |
| 9  | Nick Heidfeld      | Lotus Renault GP Team        | Renault R31         | Renault RS27-2011    | P     |
| 9  | Bruno Senna        | Lotus Renault GP Team        | Renault R31         | Renault RS27-2011    | P     |
| 10 | Witalij Pietrow    | Lotus Renault GP Team        | Renault R31         | Renault RS27-2011    | P     |
| 11 | Rubens Barrichello | AT&T WilliamsF1 Team         | Williams FW33       | Cosworth CA2011      | P     |
| 12 | Pastor Maldonado   | AT&T WilliamsF1 Team         | Williams FW33       | Cosworth CA2011      | P     |
| 14 | Adrian Sutil       | Force India Formula One Team | Force India VJM04   | Mercedes-Benz FO108Y | P     |
| 14 | Nico Hülkenberg    | Force India Formula One Team | Force India VJM04   | Mercedes-Benz FO108Y | P     |
| 15 | Paul di Resta      | Force India Formula One Team | Force India VJM04   | Mercedes-Benz FO108Y | P     |
| 16 | Kamui Kobayashi    | Sauber F1 Team               | Sauber C30          | Ferrari 056          | P     |
| 17 | Sergio Pérez       | Sauber F1 Team               | Sauber C30          | Ferrari 056          | P     |
| 18 | Sébastien Buemi    | Scuderia Toro Rosso          | Toro Rosso STR6     | Ferrari 056          | P     |
| 19 | Jaime Alguersuari  | Scuderia Toro Rosso          | Toro Rosso STR6     | Ferrari 056          | P     |
| 20 | Heikki Kovalainen  | Team Lotus                   | Lotus T128          | Renault RS27-2011    | P     |
| 21 | Jarno Trulli       | Team Lotus                   | Lotus T128          | Renault RS27-2011    | P     |
| 22 | Daniel Ricciardo   | HRT F1 Team                  | Hispania F111       | Cosworth CA2011      | P     |
| 23 | Vitantonio Liuzzi  | HRT F1 Team                  | Hispania F111       | Cosworth CA2011      | P     |
| 24 | Timo Glock         | Marussia Virgin Racing       | Virgin MVR-02       | Cosworth CA2011      | P     |
| 25 | Jérôme d’Ambrosio  | Marussia Virgin Racing       | Virgin MVR-02       | Cosworth CA2011      | P     |
| Nr | Kierowca           | Zespół                       | Samochód            | Silnik               | Opony |

## Wyniki

### Sesje treningowe
| Sesja | Nr | Kierowca         | Konstruktor      | Czas     | Okr. |
| ----- | -- | ---------------- | ---------------- | -------- | ---- |
| 1     | 3  | Lewis Hamilton   | McLaren-Mercedes | 1:23,350 | 19   |
| 2     | 3  | Lewis Hamilton   | McLaren-Mercedes | 1:21,018 | 29   |
| 3     | 1  | Sebastian Vettel | Red Bull-Renault | 1:21,168 | 17   |

### Kwalifikacje
Źródło: Wyprzedź Mnie!
| Poz. | Nr | Kierowca           | Konstruktor          | Q1       | Q2       | Q3       | Poz. s. |
| --- | --- | ------------------ | -------------------- | -------- | -------- | -------- | ------- |
| 1 | 1 | Sebastian Vettel   | Red Bull-Renault     | 1:21,740 | 1:21,095 | 1:19,815 | 1       |
| 2 | 3 | Lewis Hamilton     | McLaren-Mercedes     | 1:21,636 | 1:21,105 | 1:19,978 | 2       |
| 3 | 4 | Jenson Button      | McLaren-Mercedes     | 1:22,038 | 1:20,578 | 1:20,024 | 3       |
| 4 | 6 | Felipe Massa       | Ferrari              | 1:22,130 | 1:21,099 | 1:20,350 | 4       |
| 5 | 5 | Fernando Alonso    | Ferrari              | 1:21,578 | 1:20,262 | 1:20,365 | 5       |
| 6 | 2 | Mark Webber        | Red Bull-Renault     | 1:22,208 | 1:20,890 | 1:20,474 | 6       |
| 7 | 8 | Nico Rosberg       | Mercedes             | 1:22,996 | 1:21,243 | 1:21,098 | 7       |
| 8 | 14 | Adrian Sutil       | Force India-Mercedes | 1:22,237 | 1:22,000 | 1:21,445 | 8       |
| 9 | 7 | Michael Schumacher | Mercedes             | 1:22,876 | 1:21,852 | 1:21,907 | 9       |
| 10 | 17 | Sergio Pérez       | Sauber-Ferrari       | 1:23,067 | 1:22,157 | –        | 10      |
| 11 | 15 | Paul di Resta      | Force India-Mercedes | 1:22,976 | 1:22,256 | –        | 11      |
| 12 | 10 | Witalij Pietrow    | Renault              | 1:23,070 | 1:23,284 | –        | 12      |
| 13 | 16 | Kamui Kobayashi    | Sauber-Ferrari       | 1:23,278 | 1:23,435 | –        | 13      |
| 14 | 9 | Nick Heidfeld      | Renault              | 1:23,024 | 1:23,470 | –        | 14      |
| 15 | 11 | Rubens Barrichello | Williams-Cosworth    | 1:23,075 | 1:23,684 | –        | 15      |
| 16 | 19 | Jaime Alguersuari  | Toro Rosso-Ferrari   | 1:23,285 | 1:23,979 | –        | 16      |
| 17 | 12 | Pastor Maldonado   | Williams-Cosworth    | 1:23,847 | –        | –        | 17      |
| 18 | 18 | Sébastien Buemi    | Toro Rosso-Ferrari   | 1:24,070 | –        | –        | 23      |
| 19 | 20 | Heikki Kovalainen  | Lotus-Renault        | 1:24,362 | –        | –        | 18      |
| 20 | 21 | Jarno Trulli       | Lotus-Renault        | 1:24,534 | –        | –        | 19      |
| 21 | 24 | Timo Glock         | Virgin-Cosworth      | 1:26,294 | –        | –        | 20      |
| 22 | 23 | Vitantonio Liuzzi  | HRT-Cosworth         | 1:26,323 | –        | –        | 21      |
| 23 | 22 | Daniel Ricciardo   | HRT-Cosworth         | 1:26,479 | –        | –        | 22      |
| 24 | 25 | Jérôme d’Ambrosio  | Virgin-Cosworth      | 1:26,510 | –        | –        | 24      |
| Poz. | Nr | Kierowca           | Konstruktor          | Q1       | Q2       | Q3       | Poz. s. |
| \| Legenda \| Legenda \| \| ------------------------ \| ---------------------------------------------------------------------------------------------------------------------------------------------------------------------------------------------------------------------------------------------------------------- \| \| Poz. Nr Q1 Q2 Q3 Poz. s. \| Pozycja zajęta w sesji kwalifikacyjnej Numer startowy kierowcy Wynik uzyskany w pierwszej części kwalifikacji Wynik uzyskany w drugiej części kwalifikacji Wynik uzyskany w trzeciej części kwalifikacji Pozycja startowa po uwzględnięniu kar, przesunięć, itp. \| | |                    |                      |          |          |          |         |
| Legenda | |                    |                      |          |          |          |         |
| Poz. Nr Q1 Q2 Q3 Poz. s. | Pozycja zajęta w sesji kwalifikacyjnej Numer startowy kierowcy Wynik uzyskany w pierwszej części kwalifikacji Wynik uzyskany w drugiej części kwalifikacji Wynik uzyskany w trzeciej części kwalifikacji Pozycja startowa po uwzględnięniu kar, przesunięć, itp. |                    |                      |          |          |          |         |

### Wyścig

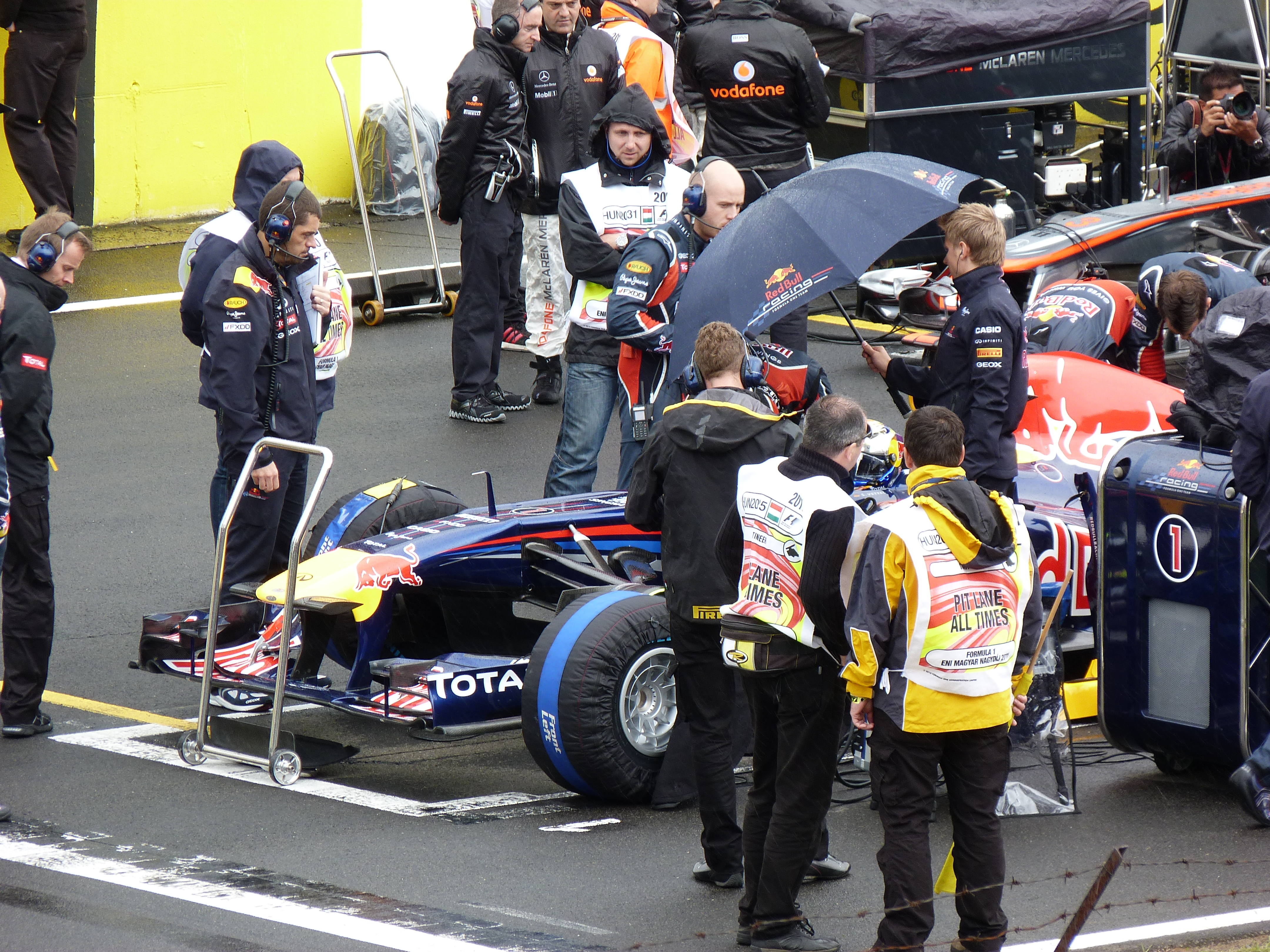
Samochody przed startem wyścigu

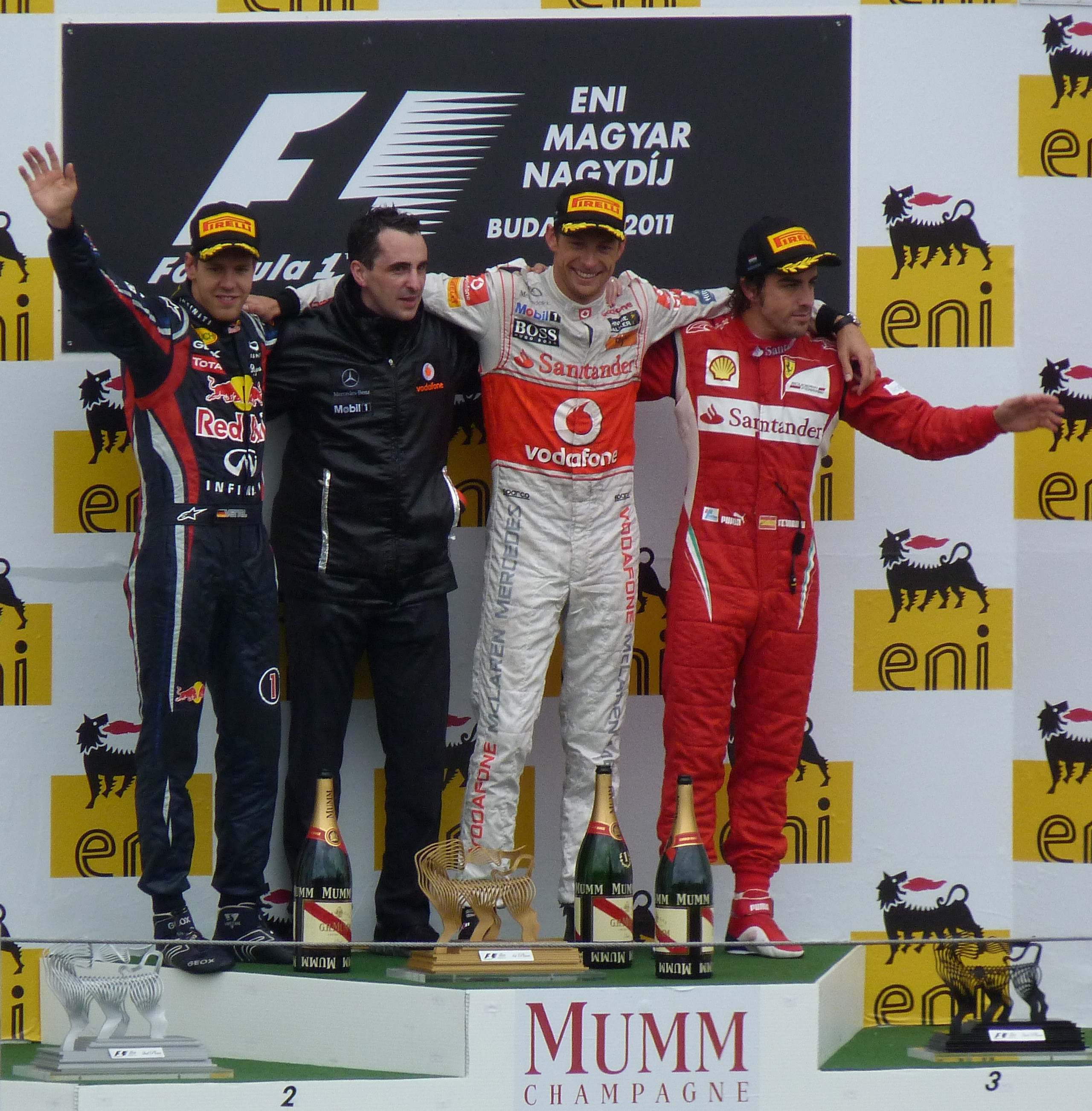
Sebastian Vettel, Jenson Button i Fernando Alonso na podium po wyścigu

Źródło: Wyprzedź Mnie!
| P                 | + / –     | Nr | Kierowca           | Konstruktor          | Okr. | Czas / Strata    | Komentarz       |
| ----------------- | --------- | -- | ------------------ | -------------------- | ---- | ---------------- | --------------- |
| 1                 | 2         | 4  | Jenson Button      | McLaren-Mercedes     | 70   | 1h46m42,337      |                 |
| 2                 | 1         | 1  | Sebastian Vettel   | Red Bull-Renault     | 70   | +0:03,588        |                 |
| 3                 | 2         | 5  | Fernando Alonso    | Ferrari              | 70   | +0:19,819        |                 |
| 4                 | 2         | 3  | Lewis Hamilton     | McLaren-Mercedes     | 70   | +0:48,338        | [ 5 ]           |
| 5                 | 1         | 2  | Mark Webber        | Red Bull-Renault     | 70   | +0:49,742        |                 |
| 6                 | 2         | 6  | Felipe Massa       | Ferrari              | 70   | +1:17,176        |                 |
| 7                 | 4         | 15 | Paul di Resta      | Force India-Mercedes | 69   | +1 okr.          |                 |
| 8                 | 15        | 18 | Sébastien Buemi    | Toro Rosso-Ferrari   | 69   | +1 okr. (00,932) |                 |
| 9                 | 2         | 8  | Nico Rosberg       | Mercedes             | 69   | +1 okr. (00,582) |                 |
| 10                | 6         | 19 | Jaime Alguersuari  | Toro Rosso-Ferrari   | 69   | +1 okr. (07,071) |                 |
| 11                | 2         | 16 | Kamui Kobayashi    | Sauber-Ferrari       | 69   | +1 okr. (19,590) |                 |
| 12                | Bez zmian | 10 | Witalij Pietrow    | Renault              | 69   | +1 okr. (02,096) |                 |
| 13                | 2         | 11 | Rubens Barrichello | Williams-Cosworth    | 68   | +2 okr.          |                 |
| 14                | 6         | 14 | Adrian Sutil       | Force India-Mercedes | 68   | +2 okr. (36,366) |                 |
| 15                | 5         | 17 | Sergio Pérez       | Sauber-Ferrari       | 68   | +2 okr. (02,659) | [ 6 ]           |
| 16                | 1         | 12 | Pastor Maldonado   | Williams-Cosworth    | 68   | +2 okr. (08,422) | [ 7 ]           |
| 17                | 3         | 24 | Timo Glock         | Virgin-Cosworth      | 66   | +4 okr.          |                 |
| 18                | 4         | 22 | Daniel Ricciardo   | HRT-Cosworth         | 66   | +4 okr. (39,352) |                 |
| 19                | 5         | 25 | Jérôme d’Ambrosio  | Virgin-Cosworth      | 65   | +5 okr.          |                 |
| 20                | 1         | 23 | Vitantonio Liuzzi  | HRT-Cosworth         | 65   | +5 okr. (19,641) |                 |
| Niesklasyfikowani |           |    |                    |                      |      |                  |                 |
|                   |           | 20 | Heikki Kovalainen  | Lotus-Renault        | 55   |                  | wyciek wody     |
|                   |           | 7  | Michael Schumacher | Mercedes             | 26   |                  | skrzynia biegów |
|                   |           | 9  | Nick Heidfeld      | Renault              | 23   |                  | pożar           |
|                   |           | 21 | Jarno Trulli       | Lotus-Renault        | 17   |                  | wyciek wody     |
| P                 | + / –     | Nr | Kierowca           | Konstruktor          | Okr. | Czas / Strata    | Komentarz       |

### Najszybsze okrążenie
Źródło: Wyprzedź Mnie!
| Nr | Kierowca     | Konstruktor | Czas     | Okr. |
| -- | ------------ | ----------- | -------- | ---- |
| 6  | Felipe Massa | Ferrari     | 1:23,415 | 61   |

## Prowadzenie w wyścigu
| Nr                              | Kierowca         | Okrążenia                  | Suma |
| ------------------------------- | ---------------- | -------------------------- | ---- |
| 3                               | Lewis Hamilton   | 4-26, 28-40, 42-46, 50-51  | 39   |
| 4                               | Jenson Button    | 26-27, 40-42, 46-50, 51-70 | 26   |
| 1                               | Sebastian Vettel | 1-4, 27-28                 | 5    |
| \| Wykres \| \| ------ \| \| \| |                  |                            |      |
| Wykres                          |                  |                            |      |
|                                 |                  |                            |      |

## Klasyfikacja po wyścigu

### Kierowcy
| P  | +/− | Kierowca           | Starty | Punkty | P1 | P2 | P3 | PP | NO | NS |
| -- | --- | ------------------ | ------ | ------ | -- | -- | -- | -- | -- | -- |
| 1  | 0   | Sebastian Vettel   | 11     | 234    | 6  | 4  | –  | 8  | 1  | –  |
| 2  | 0   | Mark Webber        | 11     | 149    | –  | 1  | 5  | 3  | 4  | –  |
| 3  | 0   | Lewis Hamilton     | 11     | 146    | 2  | 2  | –  | –  | 2  | 1  |
| 4  | 0   | Fernando Alonso    | 11     | 145    | 1  | 3  | 2  | –  | 1  | 1  |
| 5  | 0   | Jenson Button      | 11     | 134    | 2  | 1  | 2  | –  | 1  | 2  |
| 6  | 0   | Felipe Massa       | 11     | 70     | –  | –  | –  | –  | 2  | 2  |
| 7  | 0   | Nico Rosberg       | 11     | 48     | –  | –  | –  | –  | –  | 1  |
| 8  | 0   | Nick Heidfeld      | 11     | 34     | –  | –  | 1  | –  | –  | 3  |
| 9  | 0   | Witalij Pietrow    | 11     | 32     | –  | –  | 1  | –  | –  | 1  |
| 10 | 0   | Michael Schumacher | 11     | 32     | –  | –  | –  | –  | –  | 3  |
| 11 | 0   | Kamui Kobayashi    | 11     | 27     | –  | –  | –  | –  | –  | 2  |
| 12 | 0   | Adrian Sutil       | 11     | 18     | –  | –  | –  | –  | –  | 1  |
| 13 | +2  | Sébastien Buemi    | 11     | 12     | –  | –  | –  | –  | –  | 1  |
| 14 | −1  | Jaime Alguersuari  | 11     | 10     | –  | –  | –  | –  | –  | 2  |
| 15 | −1  | Sergio Pérez       | 9      | 8      | –  | –  | –  | –  | –  | 2  |
| 16 | +1  | Paul di Resta      | 11     | 8      | –  | –  | –  | –  | –  | 1  |
| 17 | −1  | Rubens Barrichello | 11     | 4      | –  | –  | –  | –  | –  | 3  |
| 18 | 0   | Pedro de la Rosa   | 1      | 0      | –  | –  | –  | –  | –  | –  |
| 19 | 0   | Jarno Trulli       | 10     | 0      | –  | –  | –  | –  | –  | 3  |
| 20 | 0   | Vitantonio Liuzzi  | 10     | 0      | –  | –  | –  | –  | –  | 3  |
| 21 | 0   | Pastor Maldonado   | 11     | 0      | –  | –  | –  | –  | –  | 2  |
| 22 | 0   | Jérôme d’Ambrosio  | 11     | 0      | –  | –  | –  | –  | –  | 2  |
| 23 | 0   | Heikki Kovalainen  | 11     | 0      | –  | –  | –  | –  | –  | 5  |
| 24 | 0   | Timo Glock         | 10     | 0      | –  | –  | –  | –  | –  | 2  |
| 25 | 0   | Narain Karthikeyan | 7      | 0      | –  | –  | –  | –  | –  | 1  |
| 26 | 0   | Daniel Ricciardo   | 3      | 0      | –  | –  | –  | –  | –  | –  |
| 27 | 0   | Karun Chandhok     | 1      | 0      | –  | –  | –  | –  | –  | –  |
| P  | +/− | Kierowca           | Starty | Punkty | P1 | P2 | P3 | PP | NO | NS |

### Konstruktorzy
| P  | +/− | Konstruktor          | Starty | Punkty | P1 | P2 | P3 | PP | NO | NS |
| -- | --- | -------------------- | ------ | ------ | -- | -- | -- | -- | -- | -- |
| 1  | 0   | Red Bull-Renault     | 22     | 383    | 6  | 5  | 5  | 11 | 5  | –  |
| 2  | 0   | McLaren-Mercedes     | 22     | 280    | 4  | 3  | 2  | –  | 3  | 3  |
| 3  | 0   | Ferrari              | 22     | 215    | 1  | 3  | 2  | –  | 3  | 3  |
| 4  | 0   | Mercedes             | 22     | 80     | –  | –  | –  | –  | –  | 4  |
| 5  | 0   | Renault              | 22     | 66     | –  | –  | 2  | –  | –  | 4  |
| 6  | 0   | Sauber-Ferrari       | 21     | 35     | –  | –  | –  | –  | –  | 3  |
| 7  | 0   | Force India-Mercedes | 22     | 26     | –  | –  | –  | –  | –  | 2  |
| 8  | 0   | Toro Rosso-Ferrari   | 22     | 22     | –  | –  | –  | –  | –  | 3  |
| 9  | 0   | Williams-Cosworth    | 22     | 4      | –  | –  | –  | –  | –  | 6  |
| 10 | 0   | Lotus-Renault        | 22     | 0      | –  | –  | –  | –  | –  | 8  |
| 11 | 0   | HRT-Cosworth         | 20     | 0      | –  | –  | –  | –  | –  | 4  |
| 12 | 0   | Virgin-Cosworth      | 21     | 0      | –  | –  | –  | –  | –  | 2  |
| P  | +/− | Konstruktor          | Starty | Punkty | P1 | P2 | P3 | PP | NO | NS |